# Међусаборско присуство Руске православне цркве
Међусаборско присуство Руске православне цркве (рус. Межсоборное присутствие Русской православной церкви) савјетодавни је орган Московског патријархата који заједно са високим црквеним властима припрема одлуке у вези са најважнијим питањима унутрашњег живота и спољашњих послова Цркве.

## Историја
На јануарском засједању Помјесног сабора (2009) донесена је одлука којом је Светом синоду повјерено да створи „потребне механизме општецрквеног разматрања питања постављених на засједањима Помјесног сабора“.
Дана 27. јула исте године, на сједници Светог синода у Кијеву, основано је Међусаборско присуство. Истовремено је утврђена Уредба о Међусаборском присуству (рус. Положение о Межсоборном присутствии).
Дана 29. јануара 2010. у московском Саборном храму Христа Спаситеља, под предсједништвом патријарха Кирила, одржана је прва сједница Предсједништва Међусаборског присуства.

## Састав
Чланове Међусаборског присуства бира Свети синод из реда архијереја, свештеника, монаха и световњака Руске православне цркве. Предсједник је патријарх московски и све Русије.
Састав Међусаборског присуства се мијења сваке четири године на предлог патријарха. Стални чланови Светог синода и чланови Високог црквеног савјета улазе у састав Међусаборског присуства по дужности.
Свети синод бира Предсједништво Међусаборског присуства (рус. Президиум Межсоборного присутствия) у чији састав улази и секретар Међусаборског присуства. Предсједници комисија Међусаборског присуства по својој дужности су чланови Предсједништва. У сагласности са Предсједништвом комисије могу позивати и стручњаке.
При Међусаборском присуству постоји и експертски савјет. Његов састав бира Свети синод на предлог патријарха.